# How They Outwitted Father
How They Outwitted Father è un cortometraggio muto del 1913 diretto da C.J. Williams.

## Produzione
Il film fu prodotto dalla Edison Company.

## Distribuzione
Distribuito dalla General Film Company, il film - un cortometraggio in una bobina - uscì nelle sale cinematografiche degli Stati Uniti il 5 febbraio 1913. Venne distribuito anche nel Regno Unito il 19 aprile 1913.
Copia della pellicola viene conservata negli archivi del MOMA (Thomas A. Edison, Incorporated, collection).